# Guirguillano
Guirguillano (en euskera: Girgillao) es un municipio compuesto español de la Comunidad Foral de Navarra, situado en la Merindad de Estella, en la comarca de Puente la Reina, en Val de Mañeru y a 34 km de la capital de la comunidad, Pamplona. Su población en 2024 fue de 73 habitantes (INE). El municipio está compuesto por 2 concejos, Echarren de Guirguillano y Guirguillano, y por un lugar habitado, Arguiñáriz. Los antiguos caseríos de Gorriza y Soracoiz, ahora despoblados y parte del patrimonio forestal de Navarra, también forman parte del municipio.

## Símbolos
El escudo de armas de Guirguillano tiene el siguiente blasón:

Trae de oro y un árbol de sínople.

## Geografía
El municipio de Guirguillano está situado en la parte central de la Comunidad Foral de Navarra. Su capital, Echarren de Guirguillano tiene una altitud de 555 m s. n. m. Su término municipal tiene una superficie de 24,6 km² y limita al norte con los municipios de Salinas de Oro y Vidaurreta, al este con los de Belascoáin y Puente la Reina, al sur con los de Artazu y Mañeru y al oeste con los de Cirauqui y Guesálaz.

## Demografía
Guirguillano cuenta con una población de 73 habitantes (INE 2024).
| Gráfica de evolución demográfica de Guirguillano entre 1842 y 2021 |
| |
| Población de derecho según los censos de población del INE Población de hecho según los censos de población del INEEntre el censo de 1857 y el anterior (1842), crece el término del municipio porque incorpora a 315009 (Arguiñariz), 315029 (Echarren de Guirguillano) |

### Organización territorial
El municipio se divide en las siguientes entidades de población, según el nomenclátor de población publicado por el INE (Instituto Nacional de Estadística). Los datos de población se refieren a 2024. 
| Entidad de población     | Población (2024) |
| ------------------------ | ---------------- |
| Arguiñáriz               | 14               |
| Echarren de Guirguillano | 32               |
| Guirguillano             | 40               |